# Иван Параспуров
Иван (Ване) Коцев Параспуров е български революционер, деец на Вътрешната македоно-одринска революционна организация.

## Биография
Параспуров е роден в 1888 година в град Щип. Брат му Стоян Параспуров загива като четник на 21 януари 1907 година в Радибуш. Иван Параспуров влиза във ВМОРО и първоначално е легален деец, а по-късно четник в щипската чета. Участва в сраженията при Арбасанци и Судик.
След Междусъюзническата война в 1913 година Параспуров емигрира в България и се заселва в София. Включва се в съпротивата на възстановената ВМОРО. Четник е при Иван Бърльо и е сред доверените лица на лидера на ВМРО Тодор Александров. Куриер на Александров и на Ванчо Михайлов.
След убийството Александър Протогеров в 1928 година подкрепя крилото на Иван Михайлов. Убит е на 24 април 1933 година в София от протогеровистите Анци Наумов и Тома Трайков. Погребан е при църквата „Свети Илия“ до село Сугарево, близо до гроба на Тодор Александров.